# Guébestroff
Guébestroff település Franciaországban, Moselle megyében. Lakosainak száma 60 fő (2022. január 1.). Guébestroff Dieuze, Val-de-Bride, Lidrezing, Vergaville és Wuisse községekkel határos.

## Népesség
A település népességének változása:
| Lakosok száma | 39   | 43   | 34   | 45   | 54   | 46   | 48   | 58   | 59   | 60   |
|               | 1968 | 1982 | 1990 | 2006 | 2013 | 2015 | 2017 | 2019 | 2020 | 2022 |